# Prix Henri-Mondor
Le prix Henri-Mondor est un prix de l'Académie française annuel de poésie, créé en 1969 par la fondation Jurain et « destiné soit à un poète français de veine mallarméenne, soit à un écrivain français ayant fait des travaux sur Stéphane Mallarmé ».
Henri Mondor est un médecin français. Chirurgien et historien de la littérature, il est né le 20 mai 1885 à Saint-Cernin (Cantal) et mort le 6 avril 1962  à Neuilly-sur-Seine (Hauts-de-Seine).

## Liste des lauréats

### Années 1970
- 1971 : Jean-Pierre Richard pour ses travaux consacrés à Mallarmé
- 1972 : Émilie Noulet pour l'ensemble de son œuvre
- 1973 : Yves Bonnefoy pour ses travaux consacrés à Mallarmé
- 1974 : Jean Lebrau pour l'ensemble de son œuvre
- 1975 : Marc Eigeldinger pour l'ensemble de son œuvre
- 1976 : André Lebois (1915-1978) pour l'ensemble de son œuvre
- 1977 : Jacques-Henry Bornecque pour l'ensemble de ses travaux sur Stéphane Mallarmé
- 1978 : Émilie Noulet pour l'ensemble de son œuvre poétique
- 1979 : André du Bouchet pour l'ensemble de son œuvre poétique

### Années 1980
- 1980 : Roger Judrin pour l'ensemble de son œuvre
- 1981 : Lloyd James Austin (1915-1994) pour Correspondance de Stéphane Mallarmé
- 1982 : Simone Verdin pour Stéphane Mallarmé le presque contradictoire
- 1983 : Bernard Delvaille pour ses travaux sur Stéphane Mallarmé
- 1985 : Académie Mallarmé
- 1986 : Yves-Alain Favre (1937-1992) pour l'édition des Œuvres de Mallarmé
- 1987 : Pierre Citron pour l'édition critique des poésies de Mallarmé
- 1988 : Lionel Ray pour Le nom perdu, Nuages, nuit et Le corps obscur
- 1989 : Bertrand Marchal pour La Religion de Mallarmé

### Années 1990
- 1990 :
  - Roger Bichelberger pour La Ténèbre des noces
  - Francine Cockenpot pour Le soir venu
  - Jean Laugier pour Les navires du temps
- 1991 : Yves Broussard (1937-....) pour Esquisses pour un autre lieu
- 1992 : Guy Goffette pour La Vie promise
- 1996 : Bertrand Marchal pour la présentation des Lettres à Méry Laurent, de Stéphane Mallarmé
- 1997 : Daniel Oster pour La Gloire
- 1998 : Éric Tellenne (1953-....) pour La Clé des chants
- 1999 : Jean-Luc Steinmetz pour Stéphane Mallarmé. L’absolu au jour le jour

### Années 2000
- 2000 : Jean Burkli pour Tel qu’en lui-même enfin
- 2001 : Jean-Pierre Lassalle (1937-....) pour Poèmes presque
- 2002 : Gérard Haller (1952-....) pour Météoriques
- 2003 : Joël Bastard pour Se dessine déjà
- 2004 : Laurent Jenny pour La fin de l’Intériorité
- 2005 : Bertrand Marchal pour Salomé entre vers et prose
- 2006 : Michel Murat pour Le "Coup de Dés" de Mallarmé. Un recommencement de la poésie
- 2007 : Lucette Finas pour l'ensemble de ses travaux sur Mallarmé
- 2008 : Martin Rueff pour Icare crie dans un ciel de craie
- 2009 : Laure Becdelièvre (1979-....) pour Nietzsche et Mallarmé

### Années 2010
- 2010 : Ludwig Lehnen (1970-....) pour Mallarmé et Stefan George. Politiques de la poésie à l’époque du symbolisme
- 2011 : Thierry Roger (1975-....) pour L’Archive du "Coup de Dés"
- 2012 : Maurice Imbert (1947-....) pour Une bibliographie des écrits de Stéphane Mallarmé (1842-1898)
- 2013 : Barbara Bohac pour Jouir partout ainsi qu’il sied. Mallarmé et l’esthétique du quotidien
- 2014 : Thierry Froger pour Retards légendaires de la photographie
- 2015 : Hervé Joubeaux pour la mise en valeur de l’œuvre de Mallarmé au sein du musée de Vulaines-sur-Seine et catalogue
- 2016 : Laurent Mattiussi (1956-....) pour Mallarmé et la Chine
- 2017 : Dominique Delpirou pour La Mort de Mallarmé. Échos français et étrangers
- 2018 : Paul Audi pour « ... et j’ai lu tous les livres ». Mallarmé – Celan
- 2019 : Pas de prix décerné

### Années 2020
- 2020 : Jean-Claude Milner pour Profils perdus de Stéphane Mallarmé
- 2021 : André Stanguennec pour Novalis-Mallarmé. Une confrontation
- 2022 : Annick Ettlin pour Poétiques de la volonté de croire. Rimbaud, Mallarmé, Valéry
- 2023 : Federica Locatelli pour Stéphane Mallarmé, l'homme poursuit noir sur blanc
- 2024 : Pas de prix décerné